# Паризька пригода
«Пари́зька приго́да» (фр. Une Aventure Parisienne) — новела французького письменника Гі де Мопассана, видана у 1881 році. Сюжет твору розповідає про подружню зраду провінціалки, здійснену з цікавості і захвату столичною богемою.

## Історія
Новела «Паризька пригода» вперше була надрукована в газеті «Gil Blas» 22 грудня 1881 року. Наступного року Гі де Мопассан включив її до складу збірки «Мадемуазель Фіфі». Перше українське видання новели в перекладі Бориса Козловського побачило світ у видавництві художньої літератури «Дніпро» у восьмитомному зібранні творів Гі де Мопассана. Крім того, у перекладі Максима Рильського вона увійшла до двотомного зібрання вибраних творів письменника, яке побачило світ у тому ж видавництві в 1990 році.

## Сюжет
Цікавість — одна з найбільших слабкостей жінок, тож не дивно, що провінційна міщанка єдиною радістю свого життя вважала світські новини. Уважно перечитуючи розділ чуток, вона уявляла за описом столичних бенкетів таємничі сцени солодко-вишуканих пороків, до яких вдаються представники столичної богеми. Сама ж вона скніла у задушливій атмосфері домашнього побуту. Втім, намагаючись вхопити від життя хоч якусь радість, жінка влаштувала собі поїздку до Парижа начебто у господарських справах.
Заздалегідь облагодивши справи так, щоб мати два вільних дні на інтимні пригоди, вона спочатку зазнала розчарування — ніхто не звертав на неї уваги і жодної нагоди до знайомства так і не трапилось. Аж ось несподівано їй пощастило: в антикварній крамниці вона здибалась із Жаном Вареном — відомим паризьким літератором, яким захоплювались усі жінки. Той постав перед проблемою — уподобана ним статуетка була надто дорогою для його кишені. Тоді міщанка купила її й подарувала Варенові, однак літератор палко заперечував проти такого несподіваного дарунку. Тоді провінціалка запропонувала йому угоду: вона утримається від подарунку, якщо Варен до кінця дня виконуватиме всі її бажання. Той погодився.
Спільний відпочинок почався з прогулянки в екіпажі, під час якої Жан Варен переповів своїй новій знайомій усі події зі світського життя Парижа і всі найінтимніші таємниці своїх знаменитих подруг, невільно піджививиши фантазію супутниці. Потім вони продовжили вечір у кав'ярні й театрі, а насамкінець кохалися у чоловіка вдома. Втім вибагливість досвідченого у флірті парижанина наштовхнулась на недосвідченість наївної провінціалки, тому задоволення ні він, ні вона не отримали. Вночі жінка здивовано відмітила, що романтичний коханець виглядає і хропе не краще за будь-якого пересічного міщанина. Вранці вона повернулася до готелю вкрай розчарована.

## Аналіз твору
Як і більшість новел Гі де Мопассана, «Паризька пригода» носить соціально-психологічний характер. В ній письменник підіймає питання подружньої зради — надзвичайно поширеного в його часи суспільного явища, а також замислюється над питанням мети і ціни людської слабкості. Автор показує явну невідповідність між задоволенням від позашлюбного сексу і тією жертвою, на яку пішла жінка, щоби вдовольнити свою цікавість до гріха. Мопассан також дає пояснення такої невідповідності: в усьому винна надмірна романтизація як уявних пороків столичної богеми, так і сексуальних стосунків зі сторонніми чоловіками взагалі. З точки зору психології ця невідповідність пояснюється ідеалізацією мрії, нездатністю задовольнятись тим, що маєш, невмінням працювати над стосунками, втечею від дійсності.